# 조시 곳하이머
조슈아 "조시" 곳하이머(영어: Joshua S. "Josh" Gottheimer, 1975년 3월 8일 ~ )는 미국 민주당 소속의 정치인이다. 빌 클린턴의 보좌관 출신으로 2016년 뉴저지주 선거 때 7선을 지낸 경력자 공화당의 스콧 개릿 의원을 꺾고 뉴저지 제5선거구 하원의원에 당선되었다.

## 역대 선거 결과
| 선거명      | 직책명                      | 대수  | 정당   | 득표율 | 득표수    | 결과 | 당락                   |
| ----------- | --------------------------- | ----- | ------ | ------ | --------- | ---- | ---------------------- |
| 2016년 선거 | 하원의원 (뉴저지 제5선거구) | 115대 | 민주당 | 51.11% | 172,587표 | 1위  | 뉴저지주 하원의원 당선 |
| 2018년 선거 | 하원의원 (뉴저지 제5선거구) | 116대 | 민주당 | 56.17% | 169,546표 | 1위  | 뉴저지주 하원의원 당선 |
| 2020년 선거 | 하원의원 (뉴저지 제5선거구) | 117대 | 민주당 | 53.15% | 225,175표 | 1위  | 뉴저지주 하원의원 당선 |
| 2022년 선거 | 하원의원 (뉴저지 제5선거구) | 118대 | 민주당 | 54.73% | 145,559표 | 1위  | 뉴저지주 하원의원 당선 |

## 참고 자료
- 미국 의원 인물 소개
- 조시 곳하이머 - X